# Sint-Donaaskathedraal

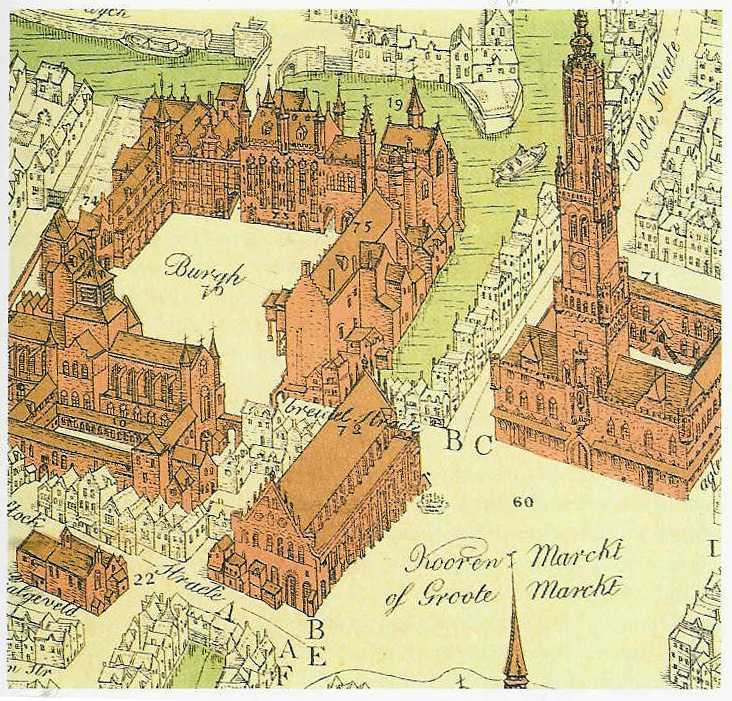
De kathedraal aan de Burg (links).

De collegiale Sint-Donaaskerk in Brugge was als hofkerk van de graven van Vlaanderen de belangrijkste kerk van de stad en stond op de (omwalde) Burg, tegenover het stadhuis en naast de residentie van de graaf. De kerk werd de Sint-Donaaskathedraal toen het bisdom Brugge in 1559 werd opgericht en bleef dit tot aan het einde van het ancien régime (1795). De kerk werd genoemd naar haar patroonheilige, Donatianus van Reims. Na 1799 is de kerk afgebroken.

## Geschiedenis

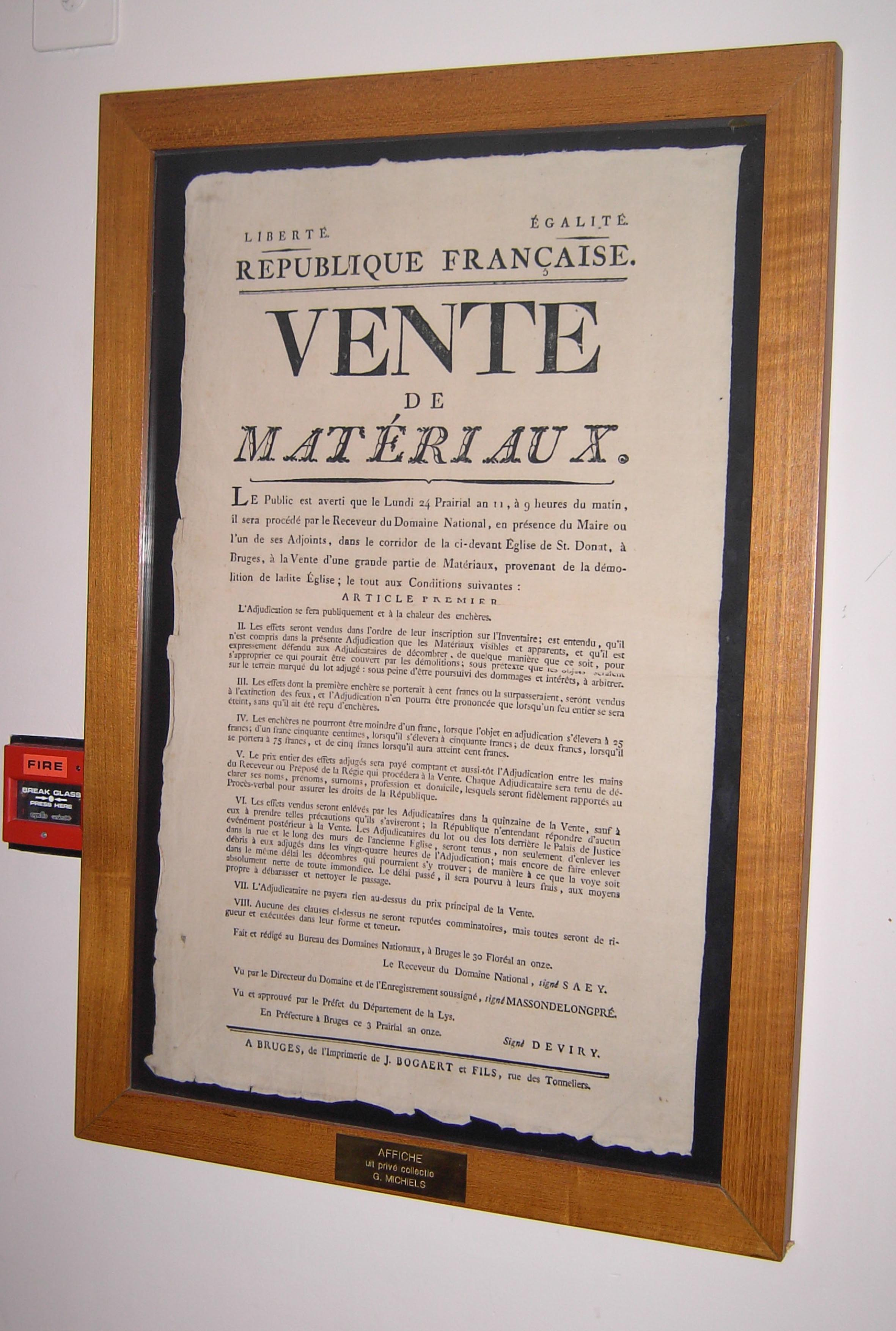
Affiche van de openbare verkoop van materialen, na de afbraak van de Sint-Donaaskathedraal.

De eerste sporen van een kerk op de Burg dateren uit 944, toen graaf Arnulf I er een achthoekige kapel liet bouwen naar het model van de Dom van Aken. Aanvankelijk was de kerk gewijd aan Onze-Lieve-Vrouw en pas later aan Sint-Donaas.
In 1127 werd in deze kerk de graaf van Vlaanderen, Karel de Goede, vermoord.
Op het eind van de 12e eeuw werd de burchtkapel vervangen door een ruime romaanse kruiskerk met middentoren, kloosterpand en kapittelgebouwen. Het in de 14e eeuw gebouwde kerkschip en de zijbeuken werden opgetrokken in de gotische stijl.
Over het wel en wee van de kerk bekommerde zich het kapittel, bestaande uit een proost, een deken en een twaalftal kanunniken, een aantal dat in de loop der tijd verhoogd werd tot 31, waarmee het tot de grotere seculiere kapittels in de Nederlanden behoorde. Aan het kapittel waren enkele componisten van de Franco-Vlaamse School verbonden (o.a. Jacobus Vide). De proost stond aan het hoofd van een grondgebied dat de Proosdij heette en de kanunniken aan het hoofd van een gebied dat Het Kanunnikse noemde.
In 1559 richtte de paus veertien nieuwe bisdommen op in de Nederlanden, waaronder het bisdom Brugge, met de bul Super universas. Daarmee werd deze monumentale kerk een kathedraal.

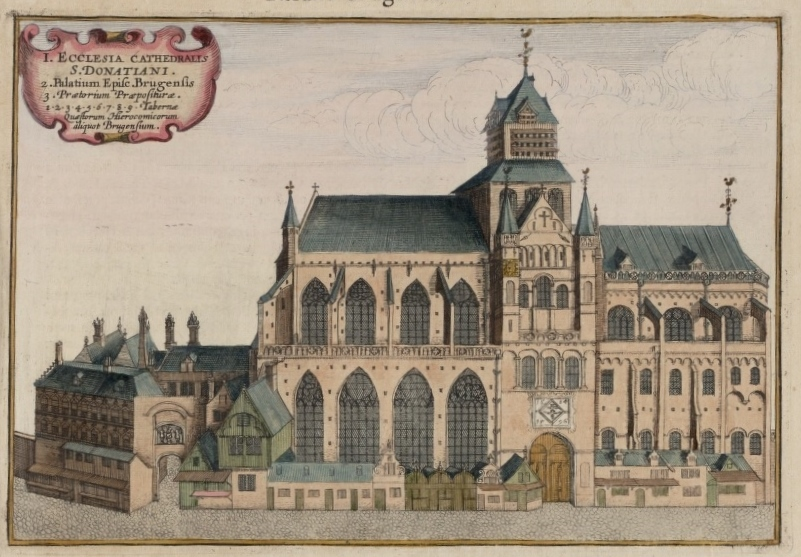
Sint-Donaaskathedraal in de Flandria illustrata

### Afbraak

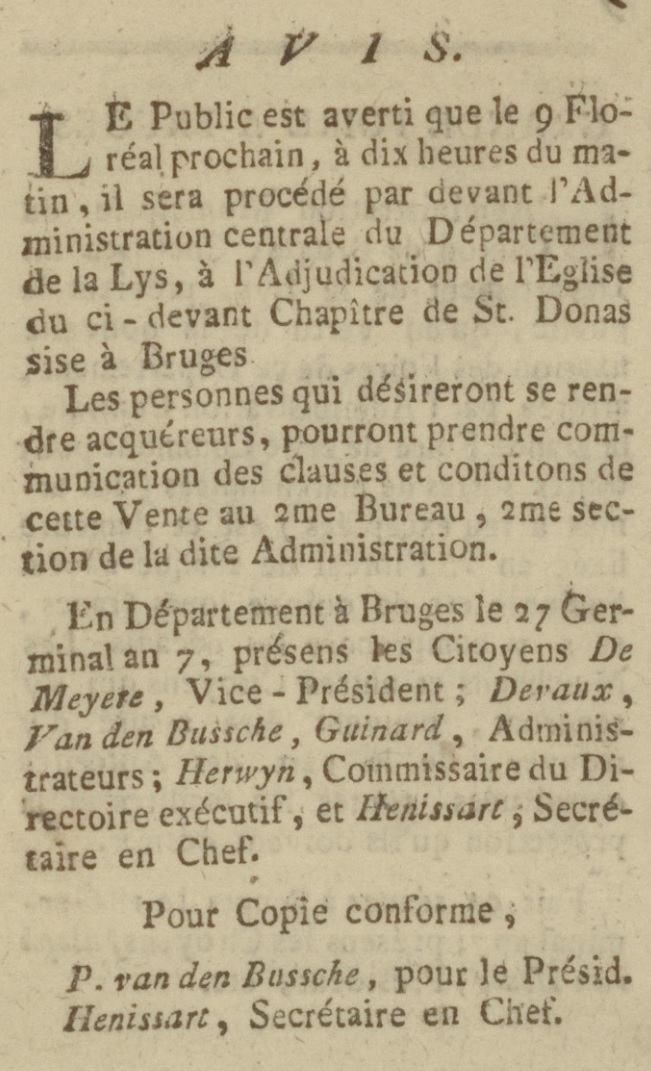
Aankondiging openbare verkoop Sint-Donaaskathedraal in de Gazette van Brugge van 21 april 1799

In 1794, na de tweede Franse inval, ontvluchtte bisschop Felix Brenart de stad en werd de kathedraal als 'nationaal goed' onteigend. Op 28 april 1799 werd ze openbaar verkocht en in de daaropvolgende jaren helemaal afgebroken. Ze werd niet heropgebouwd. Een deel van de materialen werd gebruikt om in 1803 het Kasteel Leysselbeek te bouwen in opdracht van Charles Donny te Sint-Michiels, een deelgemeente van Brugge.
Talrijke kerken en abdijen in Frankrijk en de Lage Landen werden eveneens afgebroken, onder meer de Sint-Michielsabdij in Antwerpen, de Onze-Lieve-Vrouwekerk in Gent, de Sint-Lambertuskathedraal in Luik, de Abdij van Sint-Truiden in Sint-Truiden en de Abdij van Villers. In Brugge verdwenen ook de kloosters van de geschoeide karmelieten, de augustijnen, de minderbroeders (franciscanen) en de predikheren (dominicanen) uit het stadsbeeld. Alleen van deze laatste bleef het grootste gedeelte van het kloostergebouw bewaard.
Op 4 november 1805 werd er hout verkocht komende van de dakconstructie en andere bijgebouwen behorende aan de afgebroken kerk.
In 1834 werden de relikwieën van Donatianus (niet te verwarren met Donatus) overgebracht naar de Sint-Salvatorskerk, die toen tot kathedraal werd verheven.

### Eind 20e eeuw tot 2013

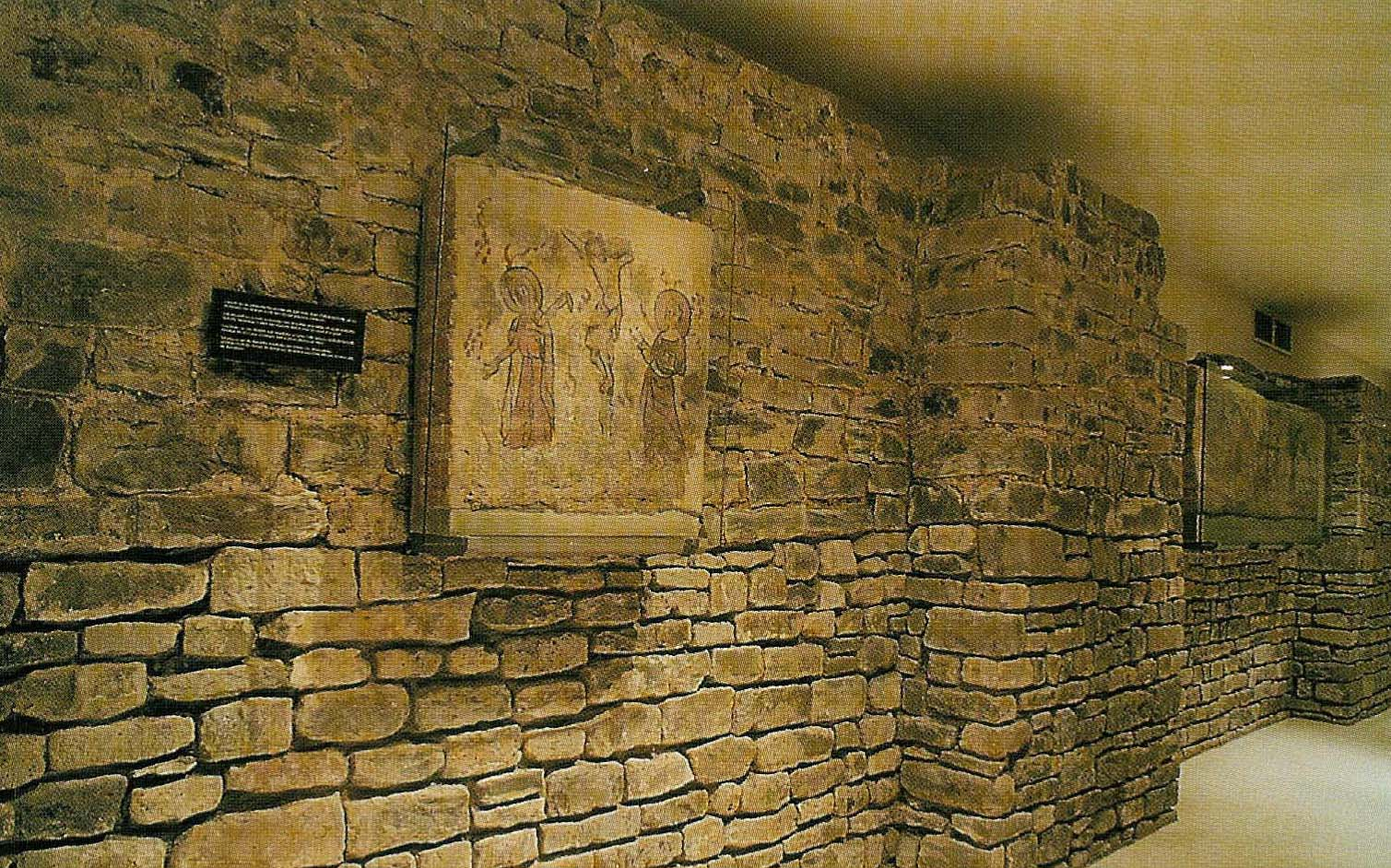
De funderingen onder het Crowne Plaza Burghotel.

Toen men in de jaren 1990 bij het bouwen van het nieuwe 'Crowne Plaza Burghotel' op de fundamenten van de Sint-Donaas stootte, werd actie gevoerd teneinde dit als een soort 'Forum Romanum' te consolideren en in openlucht te bewaren. Dit zou uiteraard betekend hebben dat het geplande hotel niet op die plek kon gebouwd worden. Er werd beslist het hotel toch te bouwen en een gedeelte van de funderingen om te vormen tot kelders en ze te integreren in de kelderverdieping van het nieuwe hotel.
Deze restanten van de kathedraal zijn tot op heden te bezichtigen in het Burghotel.

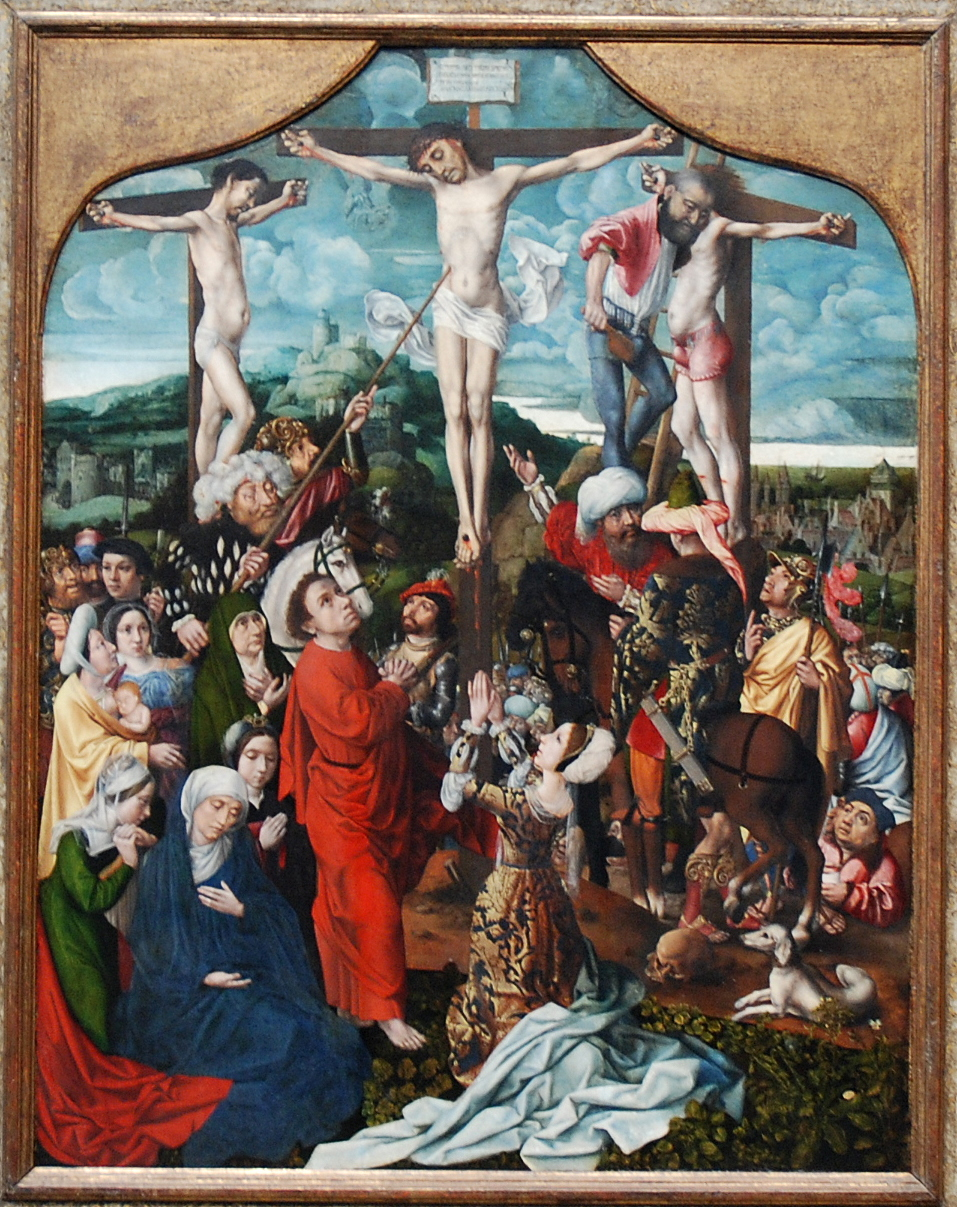
De Calvarieberg met de verdwenen Sint-Donaaskerk van Jan Provoost in het MSK te Gent

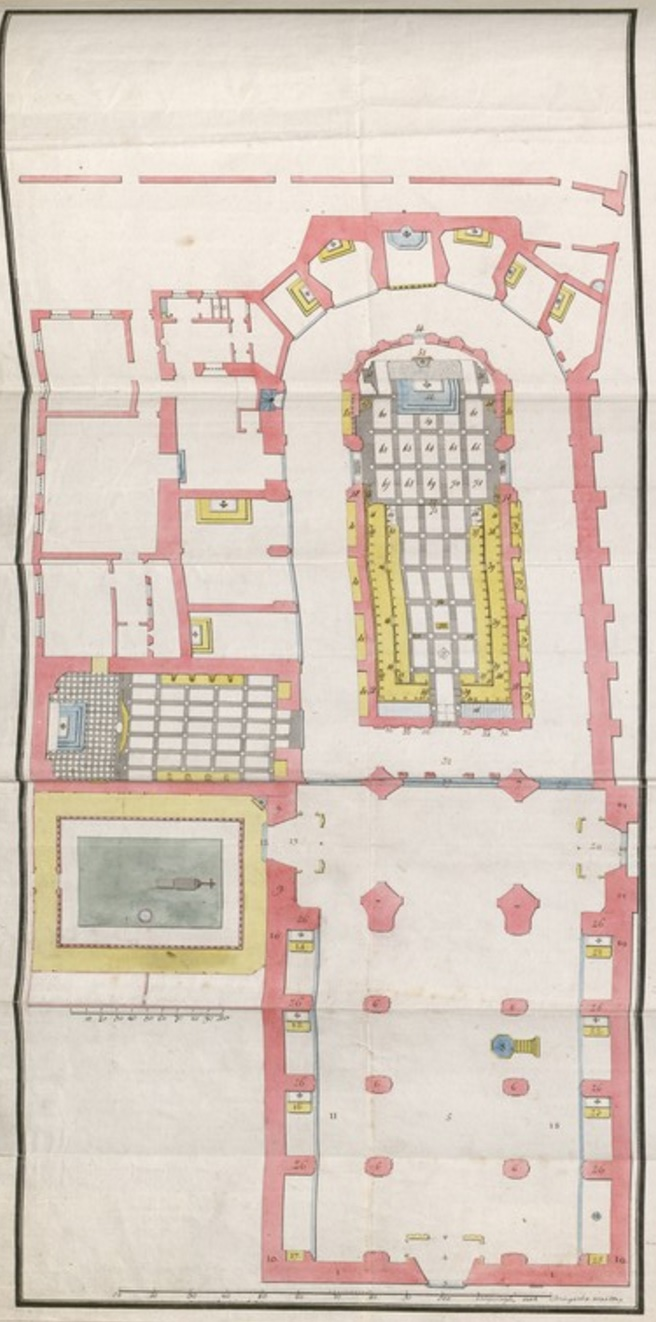
Grondplan van de Sint-Donaaskathedraal (afbeelding door Pierre De Molo, kanunnik van Sint-Donaas - 1786)

Op de Burg zelf werd, na de opgravingen van 1955, een klein monument geplaatst dat bedoeld was om het historische belang van de kerk te duiden én meteen eer te betuigen aan de zalige Vlaamse graaf Karel de Goede die er in 1127 vermoord werd. Ook werd met kasseien de omtrek aangetoond van de plek waarop de toren had gestaan.
Naar aanloop van Brugge Culturele Hoofdstad 2002 werd beslist deze constructies weg te halen en er een tijdelijk paviljoen van de Japanse architect Toyo Ito te planten.
Toyo Ito speelde met het bestaande gegeven door zijn paviljoen in een waterpartij te plaatsen die ongeveer de vorm volgde van het oorspronkelijke octogonale centraalbouwkerk.
Ondanks het tijdelijke karakter van het paviljoen, dat voorzien was voor één jaar, stond het er tot november 2013. Nadat de vloer van het paviljoen in 2006 beschadigd raakte door een heftruck, de kuip met water waarin het monument stond kapotging en aan het lekken sloeg, en ratten gesignaleerd werden, wilde het stadsbestuur het paviljoen zo snel mogelijk afbreken. De herstel- en onderhoudskosten zouden namelijk te hoog oplopen en oorspronkelijk was het immers de bedoeling dat het paviljoen er maar één jaar zou staan. Bovendien wilde men het volledige plein heraanleggen.
Tegen de afbraakplannen kwam reactie van de architectenvereniging Archipel en van Toyo Ito zelf. In 2007 werd het paviljoen tijdelijk en in 2008 definitief beschermd door Vlaams minister van ruimtelijke ordening Dirk Van Mechelen. Het water en de oorspronkelijke vloer werden vervangen door een laag kiezelsteentjes. In 2010 werd beslist het paviljoen grondig te restaureren en opnieuw te voorzien van waterpartijen, een brugje en verlichting. De kostprijs bleek nog hoger te liggen dan de oorspronkelijke bouwkosten. Er zou ook nog een flinke factuur voor jaarlijkse onderhoud aan toe te voegen zijn. Noch de stad noch het gewest waren bereid deze kosten voor hun rekening te nemen. De stad verkreeg dan ook de declassering van het gebouw, vanwege de bevoegde minister.
In 2013 werd beslist het paviljoen af te breken. De afbraak vond plaats in de maand november en de onderdelen van het paviljoen werden opgeborgen voor eventueel later nieuw gebruik. De plek bleef leeg en onderzoek werd ingezet over wat met de site kan gebeuren. Op het plein werden borden opgesteld die herinneren aan de moord op Karel de Goede.

## De kathedraal als begraafplaats
Onder de honderden tot zelfs duizenden personen die in en rond de Sint-Donaaskathedraal werden begraven, zijn te vermelden:
- Rodgerus, proost van Sint-Donaas (1157)
- Margaretha van de Elzas, gravin van Vlaanderen (1194)
- Egidius Bonin, deken van het kapittel (1290)
- Ridder Guido de Porta uit Lucca, thesaurier van de graaf van Vlaanderen (1304)
- Lodewijk II van Nevers, graaf van Vlaanderen (1346)
- Lampsin de Waghenaere, secretaris van de graaf van Vlaanderen (1361)
- Nicasis de Waeghenare, grafelijk ontvanger (1375)
- Jan de Brune, klerk van de graaf van Vlaanderen (1380)
- Willem Vernachten, proost van Sint-Donaas (1397)
- Margareta van Vlaanderen, kleindochter van Lodewijk van Nevers, weduwe van Tristram van Messem en echtgenote van Lodewijk van Themseke (1412)
- Jan van Messem, schepen en redenaar van het Proosse (14..)
- Boudewijn van Nieppe, proost van Sint-Donaas (1410)
- Willem, heer van Cleyhem (1412)
- Dionysius di Rapondis, Italiaans koopman en bankier (1415)
- Pieter Boudins, schildknaap van de hertog (1426)
- Boudewijn Heyndrickx, burgemeester (1429)
- Jacob de Baenst, edelman (1430)
- Jan de Schotelaere, edelman (1434)
- Eustachius Bricx, schout (1436)
- Jean de Villiers de L'Isle-Adam, gesneuveld tijdens Brugse opstand (1437)
- Olivier van der Banck, edelman (1438)
- Griffo de Capella, kanunnik (1438)
- Jan Dreelinck, schepen (1439)
- Amand de Brevimonte, deken van het kapittel (1439)
- Simon van der Banck, schepen (1440)
- Jan van Eyck, kunstschilder (1441)
- Joris van der Paele, kanunnik (1443)
- Raoul de Boussu, schilddrager van de hertog (1449)
- Jacob Braderick, schepen (1451)
- Thomas Boone, kanunnik (1453)
- Joos van Varsenare, raadgever van de hertog (1456)
- Charles de Rochefort, raadgever van de hertog (1458)
- Jan van Aertrycke, redenaar van het Proosse (1459)
- Bartholomeus de Vooht, raadsheer van de hertog (1460)
- Olivier van der Banck, edelman (1460)
- Jacob Baldaran, kanunnik (1460)
- Willem de Niepa, kanunnik (1460)
- Pieter van de Vagheviere, klerk van de stadsthesaurie (1462)
- Joris van der Vlamincpoorte, edelman (1463)
- Catharina Despars, echtgenote van Marc van Aertrycke (1466)
- Jan van der Tenne, kamerheer van de hertog (1467)
- Prins Jacob van Bourbon, kleinzoon van Jan zonder Vrees, neef van Filips de Goede (1468)
- Ridder Pieter Metteneye, raadsheer van de hertog (1469)
- Pieter Reyphins, redenaar van het Proosse (1472)
- Jan van der Banck, hoofdman (1473)
- Jean d'Avesnes, raadsheer van de hertog (1473)
- Boudewijn Heyndrickx, koopman (1477)
- Gillis Joye, kanunnik (1483)
- Jan de Hondt, raadsheer van Brugge (1485)
- Cornelis van Cleyhem, kanunnik (1487)
- Boudewijn Goethals, kapelaan en raadsheer van de hertog (1488)
- Maarten Lem, burgemeester en raadsheer van de hertog (1488)
- Isabella van der Banck weduwe van Joos Utenhove (1489)
- Antonius Hanneron, proost van Sint-Donaas, professor en diplomaat (1490)
- Jan Meryn, kanunnik (1492)
- Laurent Meuryn, secretaris van de koning van Frankrijk (14..)
- Boudewijn van Eldinghe, edelman (1493)
- Jan Coolbrandt, klerk van de stedelijke thesaurie (1497)
- Petrus Basin, raadsheer van de hertog (1497)
- Gomez de Soria en Clara de Lopez (1497 en 1540)
- Jan Six, redenaar van het Proosse (1498)
- Karel van Overtvelt, deken (1499)
- Jean Cordier, kanunnik en zanger (1501)
- Adriaen Baervoet, klerk van de vierschaar (1503)
- Jan van Riebeke, edelman (1504)
- Adriaan Drabbe, baljuw van het Proosse (1505)
- Jan Hanneton, schepen van het Brugse Vrije (1505)
- Lieven de Jonckheere, kanunnik (1507)
- Pierre Noirot, Bourgondisch koopman (1508)
- Adriaan van den Berghe, stadssecretaris (1510)
- Richard de Visch, kanunnik (1511)
- Jan Pinnoc, raadsheer van de hertog (1511)
- Simoen Commandere, redenaar van het Proosse (1514)
- Adrien de Beauval, schildknaap (1515)
- Filip Pinnoc, schout van Brugge (1517)
- Bernardin de Salviati, kanunnik (1519)
- Johannes Bonivicinus, deken van Sint-Donaas (1519)
- Pieter Laurinus, schepen en burgemeester van het Brugse Vrije (1522)
- Liebeer van Weyborst, kanunnik (1523)
- Johannes Donck, kanunnik (1523)
- Pierre Noirot junior, koopman (1523)
- Antoon Suquet, raadsheer van de hertog (1524)
- Nicaise Hanneron, schepen van het Brugse Vrije (1525)
- Blaseo de Bejar en Clara de Soria, Spaanse natie (1525 en 1517)
- Josine Pardo, edele dame (1526)
- Frans van Pamele de Joigny, baljuw van het Brugse Vrije (1526) en Clara Breydel (1537)
- Jan Bracman, kanunnik (1529)
- Joris van der Donck, redenaar van het Proosse (1530)
- Daniel Goetgebeur, kanunnik (153.)
- Filips van den Berghe, ontvanger generaal van de Munt (1531)
- Francisco del Rio, Spaanse natie (1533)
- Maarten Snouckaert, secretaris van keizer Karel V (1533)
- Alexander Fortringame, kanunnik (1536)
- Antoon Achtenrijt, kanunnik (1538)
- Silvester Pardo, Spaans koopman (1538)en Josine Lopez (1540)
- Jan Pinnoc, kanunnik (1538)
- Diego Perez de Malvenda, consul van de Spaanse natie (1538)
- Juan Luis Vives, humanist en pedagoog (1540)
- Marcus Laurinus, deken van Sint-Donaas (1540)
- Jan Tayspil, kanunnik (1543)
- Jan Carondelet, proost van Sint-Donaas, kanselier van Vlaanderen, aartsbisschop van Palermo (1545)
- Herman van Volden, Brugs edelman (1545)
- Cornelis Houtemans, huisbewaarder van het Brugse Vrije (1546)
- Mattheus van Cortewille, kanunnik (1547)
- Noel de Caron, schepen van het Brugse Vrije, kamerheer van Keizer Karel (1560)
- Jan de Matanca (1564) en Barbara Pardo (1548)
- Joachim Christiaens, redenaar van het Proosse (1552)
- Frans van den Rade, baljuw van het Proosse (1555)
- Jacob de Saint Raagon, kanunnik (1559)
- Claude Carondelet, proost van Sint-Donaas, kanselier van Vlaanderen, raadsheer van Karel V en Filips II (1564)
- Cornelis van Baersdorp, arts van Karel V (1565)
- Pieter de Corte, eerste bisschop van Brugge (1567)
- Joris de Vriese, kanunnik (1574)
- Martin de Aguirra (1558) en Barbara de Naguera (1576)
- Anselme de Boodt, schepen van Brugge (1587)
- Remi Drieux, bisschop van Brugge (1594)
- Mathias Lambrecht, bisschop van Brugge (1602)
- Karel Filips de Rodoan, bisschop van Brugge (1616)
- Juan Perez de Malvenda (16..)
- Denis Stoffels, bisschop van Brugge (1629)
- Servaas de Quinckere, bisschop van Brugge (1639)
- Nicolaas de Haudion, bisschop van Brugge (1649)
- Karel van den Bosch, bisschop van Brugge (1660)
- Robert de Haynin, bisschop van Brugge (1668)
- François de Baillencourt, bisschop van Brugge (1681)
- Humbertus Wilhelmus de Precipiano, bisschop van Brugge (1690)
- Willem Bassery, bisschop van Brugge (1706)
- Hendrik Jozef van Susteren, bisschop van Brugge (1742)
- Jan Baptist de Castillion, bisschop van Brugge (1753)
- Jan Robert Caïmo, bisschop van Brugge (1775)

Deze lange lijst is verre van volledig.
Voor de periode 17de-18de eeuw zouden de lijsten van Gailliard nog na te zien zijn.
Over de hele periode zijn er ook talrijke echtgenoten die hier niet zijn vermeld. Ook zijn er zeer talrijke bescheiden begraafplaatsen geweest en talrijke teraardebestellingen op het kerkhof rond de kathedraal, die weinig of geen sporen hebben nagelaten.